# 1564
| [ Edytuj tabelę ]              | |
| Król Polski                    | - 1530 Zygmunt II August 1572 |
| Współksiążęta Andory           | - 1561 Pere de Castellet 1571 - 1555 Joanna d’Albret 1572 |
| Król Anglii                    | - 1558 Elżbieta I 1603 |
| Elektor Brandenburgii          | - 1535 Joachim II Hektor 1571 |
| Książę Bawarii                 | - 1550 Albrecht V 1579 |
| Sułtan Brunei                  | - 1521 Abdul Kahar 1575 |
| Cesarz Chin                    | - 1521 Jiajing 1566 |
| Król Czech                     | - 1526 Ferdynand I Habsburg 1564 - 1564 Maksymilian II Habsburg 1576                                                                                           |
| Król Danii                     | - 1559 Fryderyk II 1588 |
| Dalajlama                      | - 1543 Sonam Gjaco 1588 |
| Cesarz Etiopii                 | - 1563 Sertse Dyngyl 1597 |
| Król Francji                   | - 1560 Karol IX 1574 |
| Król Hiszpanii                 | - 1556 Filip II 1598 |
| Hrabia Holandii                | - 1555 Filip II Habsburg 1572 |
| Stadhouder Holandii            | - 1559 Wilhelm Orański 1567 |
| Szach Iranu                    | - 1524 Tahmasp I 1576 |
| Państwo Wielkich Mogołów       | - 1556 Akbar 1605 |
| Władca Inków                   | - 1558 Titu Cusi Yupanqui 1571 |
| Król Irlandii                  | - 1558 Elżbieta I Tudor 1570 |
| Cesarz Japonii                 | - 1557 Ōgimachi 1586 |
| Kalif                          | - 1520 Sulejman I 1566 |
| Władca Korei                   | - 1545 Myŏngjong 1567 |
| Książę Kurlandii i Semigalii   | - 1561 Gotthard Kettler 1587 |
| Wielki książę litewski         | - 1530 Zygmunt August 1569 |
| Sułtan Maroka                  | - 1557 Abdullah al-Ghalib 1574 |
| Senior Monako                  | - 1532 Honoriusz I 1581 |
| Król Nawarry                   | - 1555 Joanna d’Albret 1572 |
| Król Norwegii                  | - 1559 Fryderyk II 1588 |
| Sułtan Omanu                   | - 1560 Abd Allah ibn Muhammad 1624 |
| Elektor Palatynatu             | - 1559 Fryderyk III 1576 |
| Papież                         | - 1559 Pius IV 1565 |
| Książę Parmy i Piacenzy        | - 1556 Oktawiusz Farnese 1586 |
| Król Portugalii                | - 1557 Sebastian 1578 |
| Książę w Prusach               | - 1525 Albrecht 1568 |
| Car Rosji                      | - 1547 Iwan IV Groźny 1584 |
| Cesarz Rzymski (niemiecki)     | - 1558 Ferdynand I Habsburg 1564 - 1564 Maksymilian II Habsburg 1576                                                                                           |
| Kapitanowie Regenci San Marino | - 1563 Ludovico Belluzzi Marc'Antonio Bonetti 1564 - 1564 Gio. Andrea Belluzzi Rinaldo di Giovanni Baldi 1564 - 1564 Antonio Brancuti Benedetto di Bianco 1565 |
| Elektor Saksonii               | - 1553 August Wettyn 1586 |
| Król Szkocji                   | - 1542 Maria Stuart 1567 |
| Król Szwecji                   | - 1560 Eryk XIV Waza 1568 |
| Król Tajlandii                 | - 1548 Phra Maha Chakkraphat 1568 |
| Sułtan Turków                  | - 1520 Sulejman Wspaniały 1566 |
| Doża Wenecji                   | - 1559 Giorolamo Priuli 1567 |
| Król Węgier                    | - 1526 Ferdynand I 1564 - 1540 Jan II Zygmunt Zápolya 1571 - 1563 Maksymilian II 1576                                                                          |

Rok 1564 / MDLXIV
stulecia: XV wiek ~
XVI wiek ~
XVII wiek

lata: 1554 «
1559 «
1560 «
1561 «
1562 «
1563 «
1564
» 1565
» 1566
» 1567
» 1568
» 1569
» 1574

## Wydarzenia w Polsce
- 26 stycznia – wojna litewsko-rosyjska: zwycięstwo wojsk litewskich w bitwie pod Czaśnikami.
- 12 lutego – Zygmunt II August scedował na Koronę Królestwa Polskiego dziedziczne prawo Jagiellonów do władania Wielkim Księstwem Litewskim.
- 1 kwietnia – w Warszawie zakończył obrady sejm[1].
- 24 czerwca-12 sierpnia – w Parczewie obradował sejm[2].
- W Bielsku zebrał się sejm walny Wielkiego Księstwa Litewskiego[3]
- 26 października – założono seminarium duchowne w Poznaniu.
- Spytek Wawrzyniec Jordan z Zakliczyna ulokował miasto Jordanów.
- Do Braniewa zostali sprowadzeni jezuici.
- Bitwa na polach druckich.
- Na sejmie 1563/1564 wcielono do Korony Polskiej księstwo oświęcimskie i księstwo zatorskie.
- Mikołaj Rej zostaje obrońcą Erazma Otwinowskiego, sądzonego z powodów religijnych[4][5].

## Wydarzenia na świecie
- 26 stycznia – papież Pius IV zatwierdził dokumenty soboru trydenckiego.
- 15 marca – wyznający islam cesarz Akbar, pochodzący z dynastii Wielkich Mogołów władca północnych Indii, zniósł w swym państwie podatek pogłówny od innowierców, zwany dżizja.
- 30 kwietnia – wojna litewsko-rosyjska: na stronę litewsko-polską przeszedł Andrzej (Andriej) Kurbski, dowódca wojskowy i jeden z najbliższych współpracowników cara Iwana IV Groźnego.
- 30-31 maja – Dwudniowa bitwa pod Gotlandią, zwycięstwo floty duńsko-lubeckiej nad szwedzką
- 4 września – I wojna północna: wojska króla szwedzkiego Eryka XIV dokonały masakry 2 tys. mieszkańców Ronneby.

- Rozpoczęcie ostrej polityki Ivana IV Groźnego wymierzonej przeciwko bojarom.

## Urodzili się
- 5 lutego – Jerzy Gustaw Wittelsbach (Pfalz-Veldenz), hrabia palatyn, książę Palatynatu-Veldenz (zm. 1634)
- 6 lutego – Christopher Marlowe, angielski dramaturg (zm. 1593)
- 15 lutego – Galileusz, włoski astronom, fizyk i filozof (zm. 1642)
- 9 marca – David Fabricius, holenderski astronom i teolog, ojciec Johannesa Fabricius również astronoma, z którym prowadził wspólne obserwacje (zm. 1617)
- 23 kwietnia – William Szekspir, dramaturg angielski (zm. 1616)
- 18 sierpnia – Federico Borromeo, kardynał, arcybiskup Mediolanu (zm. 1631)
- 24 września – William Adams (żeglarz), żeglarz angielski; prawdopodobnie pierwszy Anglik, który dotarł do Japonii (zm. 1620)
- 22 listopada – Henry Brooke, 11. baron Cobham, angielski arystokrata, najstarszy syn Williama Brooke’a, 10. barona Cobham, i Frances Newton, córki sir Johna Newtona (zm. 1619)
- 25 grudnia – Abraham Bloemaert, malarz i rytownik holenderski (zm. 1651)

- data dzienna nieznana: 
  - Krzysztof Czarniecki, dworzanin królewski, starosta chęciński i żywiecki (zm. 1636)
  - Philip Faber, włoski teolog i filozof (zm. 1630)
  - Jan V z Lanuzy, Najwyższy Sędzia Królestwa Aragonii za panowania Filipa II (zm. 1591)
  - Francesco Zirano, włoski franciszkanin, męczennik, błogosławiony katolicki (zm. 1603)

## Zmarli
- 18 lutego – Michał Anioł, włoski artysta (ur. 1475)
- 27 maja – Jan Kalwin, twórca kalwinizmu (ur. 1509)
- 24 czerwca – Rani Durgavati, królowa Gondwany (ur. 1524)
- 15 października – Andreas Vesalius, flamandzki uczony, twórca nowożytnej anatomii (ur. 1514)
- data dzienna nieznana:
  - Mikołaj z Szadka, polski naukowiec (ur. 1489)